# Галлон (напиток)
Гала́у (порт. Galão; рус. Галлон) — португальский горячий кофейный напиток, изготавливаемый путём смешивания кофе эспрессо и горячего вспененного молока.
По способу приготовления галау схож с латте. В высокий стакан добавляется четверть горячего кофе и три четверти вспененного молока. Возможно приготовление напитка с пропорциями 1:1. Такой напиток носит название «meia de leite» (с порт. — «половина молока») и подаётся в чашке.

## Виды
- классический галлон. Пропорция кофе и вспененного молока соблюдается 1:4;
- "светлый" галлон (порт. Galão claro). Часть кофе в данном виде галлона достигает примерно 1/5 всего напитка, остальную часть составляет молоко;
- "тёмный" галлон (порт. Galão escuro). Этот рецепт готовится из 1/3 кофе и 2/3 молока;
- "половина молока" (порт. Мeia de leite). Кофе и молоко соблюдаются в равных пропорциях.

В Португалии для приготовления галлона в основном используют смесь из различных сортов кофе.
Иногда к галлону подаётся палочка корицы в индивидуальной упаковке, которая в этом случае может служить ложкой.